# Beat (serie televisiva)
Beat è una serie televisiva tedesca creata e diretta da Marco Kreuzpaintner. È la seconda serie tedesca prodotta da Amazon dopo You Are Wanted.
La prima stagione è stata interamente pubblicata il 9 novembre 2018 su Prime Video.
Il 30 aprile 2019, Amazon ha annunciato che non ci sarebbe stata una seconda stagione.

## Trama
Beat lavora come promotore nel più famoso club techno di Berlino e non si fa mancare una festa. Mentre i servizi segreti europei lo reclutano come un agente sotto copertura, scopre l'entità sconvolgente della corruzione nella sua stretta rete di affari, e anche i suoi limiti personali.

## Episodi
| Stagione       | Episodi | Pubblicazione Germania | Pubblicazione Italia |
| -------------- | ------- | ---------------------- | -------------------- |
| Prima stagione | 7       | 2018                   | 2018                 |